# Valeria Ferrari
Valeria Ferrari (Verona, 3 febbraio 1993) è una judoka italiana.

## Biografia
Valeria Ferrari è la sorella minore di Marta, giocatrice internazionale di rugby che, come lei, iniziò nel judo prima di passare alla palla ovale nel 2011, anno in cui Valeria entrò nel gruppo sportivo delle Fiamme Gialle a seguito del suo arruolamento in Guardia di Finanza.
Tra i suoi risultati di rilievo a livello seniores, la vittoria nel campionato italiano del 2011 e tre secondi posti nel 2012, 2013 e 2017; cinque vittorie consecutive tra il 2012 e il 2016 nel campionato italiano a squadre; un campionato universitario nel 2017; il terzo posto nelle Coppe Europa del 2014 e 2017 e la vittoria al torneo di judo dell'Universiade 2017 a Taipei nella categoria -78 kg.

## Palmarès
- Universiadi: 1
2017
- Campionati italiani assoluti: 1
2011
- Campionati italiani a squadre: 5
2012, 2013, 2014, 2015, 2016